# 失吉忽圖忽
失吉忽秃忽（约1178年—1260年），又译胡土虎、忽都虎、忽都忽，又称胡丞相，是大蒙古国早期高官。失吉忽秃忽为大蒙古国建立者铁木真（日后的成吉思汗）与妻子孛儿帖的养子。他是蒙古首任斷事官，並且在蒙古律法编纂中贡献颇巨，在中州（华北）任行政长官期间，政绩斐然。失吉忽秃忽亦可能是《蒙古秘史》的重要史料来源，《蒙古秘史》对他记述颇为称善。
《蒙古秘史》虽称失吉忽秃忽为铁木真之母诃额仑所收养，但年代上存在抵牾，此说存疑。此弃儿在铁木真家中长大，是最早识字的蒙古人之一。《蒙古秘史》所载大蒙古国建立后数年之事，对失吉忽秃忽的作用有所夸大。然而失吉忽秃忽确曾获任数个高级司法职位，并在蒙古征伐金朝期间履职。蒙古西征花剌子模战役，失吉忽秃忽出任指挥官，于1221年八鲁湾之战中为札兰丁所败，此役为西征中蒙古唯一的败绩。
失吉忽秃忽在养父成吉思汗的继任者窝阔台在位时期，仍居官位。1235年—1236年，失吉忽秃忽主持华北人口普查，使蒙古政权得以全面革新其财政政策。彼时，有人以为失吉忽秃忽的法令与判决有压迫与偏见之嫌，而另有人则赞誉他诚实与司法公正。历经贵由与蒙哥统治时期的权力争斗，失吉忽秃忽卒于拖雷家族内战期间，享年81岁。

## 早年
成书于1228年至1260年间的《蒙古秘史》与拉施德丁于14世纪初撰写的《史集》皆详述失吉忽秃忽的早年生活，但二者记载差异颇大。据《蒙古秘史》所述，蒙古（彼时“蒙古人”一词仅指蒙古东北部一个部落的成员；因该部落在大蒙古国形成过程中发挥核心作用，其名后来被用于称呼所有部落）首领铁木真（日后的成吉思汗）率部突袭名为「松树寨」的塔塔尔营地后，劫掠的士兵在营中发现一名被遗弃的男孩。因他佩戴金鼻环，身着貂皮衬里的丝绸坎肩，故被认出出身贵族。《蒙古秘史》还记载，铁木真之母诃额仑收养此男孩为第六子，取名失吉忽秃忽。然而，此说法难以令人信服。对松树寨的突袭可较精确追溯至1196年5月至6月铁木真与克烈部首领脱斡邻勒及金朝联合发动的一场战役，但到1206年时，失吉忽秃忽已在蒙古社会崭露头角，若十年前他还是个幼童，实难自圆其说。且失吉忽秃忽与收养他的兄弟年龄相差数十年。此版本将他描绘成生来高贵，后为铁木真的义弟，或许意在将失吉忽秃忽塑造为蒙古社会中更具地位之人。
据拉施德丁的记载，失吉忽秃忽的收养发生在十多年前。书中记录，当铁木真与妻子孛儿帖尚无子嗣时，他们发现一名幼童并将其当作儿子抚养。若此记载准确，该事件应发生在1180年代初，因孛儿帖的长子术赤最早出生于1184年。保罗·拉契涅夫斯基（Paul Ratchnevsky）与艾骛德等现代历史学家认为，拉施德丁基于自然关系的解释更为可信。失吉忽秃忽的收养给因生育困难可能抑郁的孛儿帖带来慰藉，足以解释后来他所获的尊崇与关注。这也解释孛儿帖去世后的一幕，失吉忽秃忽捶打着她的坟墓，哀号着：“啊，我的好妈妈啊！”（羅馬化：O, sayin eke minu!）。
拉施德丁还记载失吉忽秃忽童年的两件事。其一，失吉忽秃忽在一场冬季暴风雪中制服一群黄羊；其二，失吉忽秃忽参与从泰赤乌部强盗手中救下铁木真最小的嫡子拖雷。约1204年，铁木真任命畏兀儿掌印官塔塔统阿为自己诸子的老师；失吉忽秃忽对这条新途径适应良好，与老师一同记录养父的判决与法令。

## 成吉思汗时期
1206年的大会忽里勒台上，铁木真获尊号为“成吉思皇帝”，是为成吉思汗，成吉思汗任命众多主要将领在新的大蒙古国中担任要职。其中，木华黎与博尔术获殊荣，地位高于他人，得到法律保护并指挥蒙古军队的两翼。失吉忽秃忽对此厚赏心生不满，《蒙古秘史》记载他的话说：“博尔术、木华黎等效力比谁多？若行恩赏，我出的力少于谁？我做的事又少于谁？摇车中嗷嗷待哺的时候，我就来到了你高贵的家门，直到变成胡须长长的老翁，我忠心耿耿未生异思别想。自年幼无知常尿裤裆起，我就来到了你黄金门槛，直到变成这乌发花白的老翁，我勤奋劳碌未曾误过半件事。如同亲生的儿子，母亲容我于自己的怀抱，如同亲生的弟弟，你亦纳我于自己的身旁！如今你将与我什么样的恩赏？”
据《蒙古秘史》记载，成吉思汗听罢，对失吉忽秃忽说道：“你不是我的六弟吗？将同我亲生兄弟一样，分给义弟你一份家产。并念你立有多功，再赐你九罪不罚之赏！在那长生天的保佑下，你要成为我大业征程的听之聪耳，视之明目。要为我的母亲、诸弟及孩儿们分配毡房百姓及板门百姓中应占的物利与居民。你所定下的律令，任何人不得更改。举国之内惩盗除奸，断明是非等由你掌管。论死、论罚由你决断。”成吉思汗指示失吉忽秃忽将所有法律细节，包括赏赐分配相关事宜，记录于“青册”（ᠬᠥᠬᠡ
ᠳᠡᠪᠲᠡᠷ）之中。成吉思汗授予失吉忽秃忽对整个蒙古民族的司法管辖权，使他与成吉思汗同父异母的弟弟别勒古台一同成为首任「大断事官」，别勒古台获立为国相。现代历史学家认为此记载有偏向性：拉契涅夫斯基认为，《蒙古秘史》为显示成吉思汗受身边人影响，“明显夸大了失吉忽秃忽的权力”，而艾骛德认为，该编年史将1206年忽里勒台的事件与后续任命混为一谈，失吉忽秃忽可能在后来取代别勒古台。尽管如此，失吉忽秃忽在某个时期确实负责维护蒙古人的律法，可能如拉施德丁后来所记，建立一种判例法。失吉忽秃忽可能并非亲自编纂这些记录，而是监督同样由塔塔统阿教导的抄書吏完成。

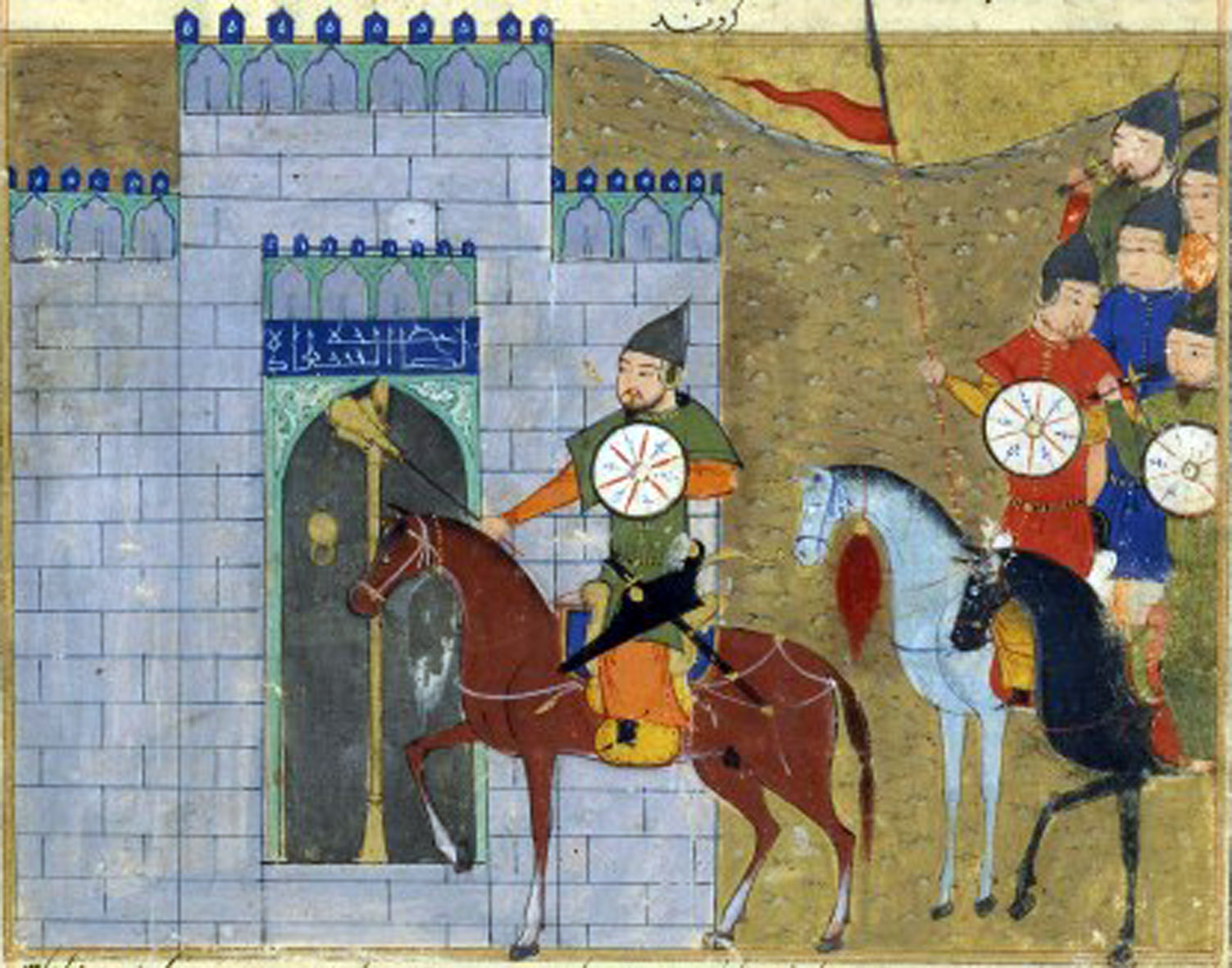
《史集》（巴黎法国国家图书馆藏）中描绘的蒙古攻占中都场景

失吉忽秃忽参与首次蒙古对华北金朝的战役。金宣宗南逃至开封后，中都在长期围困后于1215年5月31日落入蒙古人之手。尽管中都城遭洗劫一空，成吉思汗仍亲自派遣失吉忽秃忽去查封没收金朝的国库。因失吉忽秃忽对掠夺财物的诚实统计与记录，他受到成吉思汗的高度赞扬——此事不仅在《蒙古秘史》与拉施德丁的著作中有记载，在13世纪后期的《圣武亲征录》中亦有记录。约成书于1370年的《元史》记载，失吉忽秃忽在占领华北后担任行政职务，职责包括任命低级官员。
在蒙古入侵中亚花剌子模王朝期间，失吉忽秃忽率领帝国先锋部队，在八鲁湾之战中担任指挥官，此役为蒙古在此次战役中的首次失利。拉施德丁、阿塔·蔑里克·志费尼、奈撒维等波斯编年史家，详细叙述此次挫败，而《蒙古秘史》、《圣武亲征录》、《元史》等蒙古编年史，则记载较为简略。据波斯编年史家所述，失吉忽秃忽曾率约10,000士兵洗劫并焚毁哥疾宁城，参与围攻你沙不儿，后又协助围攻马鲁。随后，1221年初，失吉忽秃忽率约30,000人前去击败反抗的花剌子模王子札兰丁，但经过两天激战被敌军击退，侥幸逃脱被札兰丁军队虐杀的厄运。蒙古战败的消息引发此前已投降的也里城起义，随后也里城被彻底摧毁。
听闻养子战败，成吉思汗以愤怒掩饰内心痛苦，与三个年长的儿子术赤、察合台、窝阔台出征复仇。成吉思汗批评失吉忽秃忽对战场的选择，并指出他认为养子因屡战屡胜而骄傲自满。在申河之战中，成吉思汗彻底击败札兰丁，失吉忽秃忽受任命看守被俘的花剌子模士兵。

## 窩闊台登基後

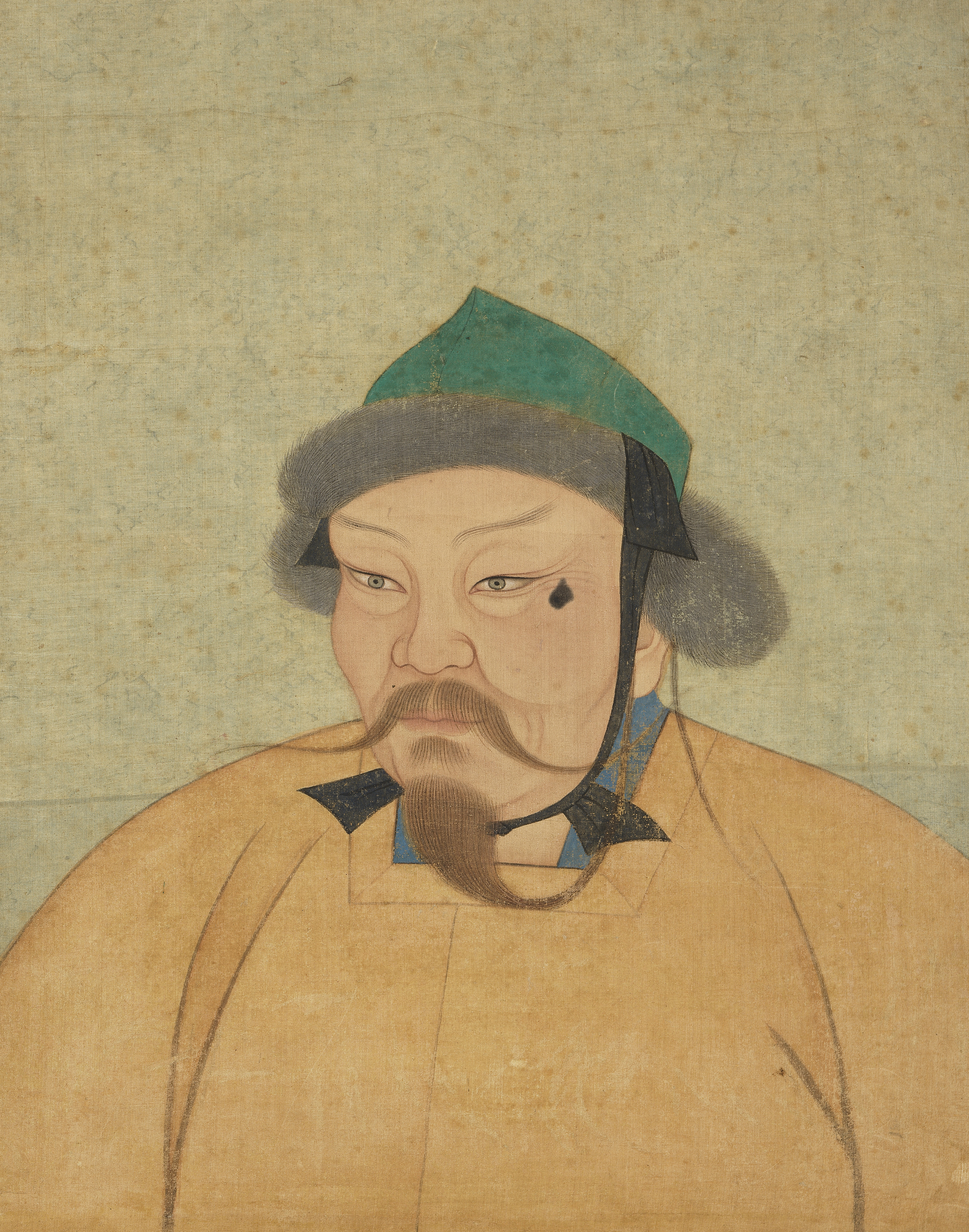
窝阔台的元朝画像

1227年成吉思汗驾崩后，窝阔台登上蒙古皇位，他尊敬义兄，称失吉忽秃忽为“兄”（ᠠᠬ᠎ᠠ, aqa），在蒙古的位次排列中，将他置于自己儿子之后。失吉忽秃忽参与1231年在拖雷指挥下对金朝的战役，在黄河沿岸作战；拖雷薨逝后，他被分配到唆鲁禾帖尼帐下效力，亲眼目睹开封陷落。失吉忽秃忽还短暂参与1235年在窝阔台第三子阔出指挥下对南宋的战役。
失吉忽秃忽为重要蒙古学者与官员，1234年中，获任命为华北地区的首席扎鲁花赤。失吉忽秃忽与汉人官员移剌楚才联手，于1235年至1236年对燕京占领区做全面人口普查。中世纪历史学家称赞他司法公正、行政得力，现代历史学家将窝阔台财政改革的很大一部分成功归因于失吉忽秃忽的行动与政策。然而，失吉忽秃忽以偏袒佛教徒著称，如曾向海云印简请教实际事务与个人事宜；海云借此关系，为蒙古统治下的佛教徒争取到诸多优惠。如刘秉忠等作者指责他征发繁重徭役，使经济氛围普遍压抑，而南宋使者徐霆称高额户税与财政过度为“更可畏”。
失吉忽秃忽余生事迹不详。失吉忽秃忽身为蒙古皇室的资深成员，1248年窝阔台之子贵由驾崩后，他可能返回哈剌和林参加忽里勒台；在随后的权力斗争中，他可能因在孛儿只斤皇室的窝阔台系与拖雷系间持中立态度，而幸免于难。历经新皇帝蒙哥一朝后，失吉忽秃忽卒于1260年拖雷系内战期间。不知失吉忽秃忽在拖雷之子阿里不哥与忽必烈的纷争中支持哪一方。

## 遗产
失吉忽秃忽通过早期司法活动，为整个大蒙古国的法律程序奠定基础。直至中古晚期，在围绕成吉思汗的传说中，失吉忽秃忽以“失乞忽都忽”之名成为核心人物。失吉忽秃忽之子三剌之女，嫁给高级军事工程师克烈士希，克烈士希在河南建立私人学院伊川书院；他们的儿子慕颜铁木为著名藏书家。
众多学者认为失吉忽秃忽在《蒙古秘史》的创作中扮演某种角色。从表面上看，识字的失吉忽秃忽在铁木真家中长大，亲身参与诸多重要事件，是最有资格撰写这部历史的蒙古人之一。该书本身对失吉忽秃忽也极为有利——详尽叙述他的成功，却只用一句话轻描淡写他在八鲁湾的战败。《蒙古秘史》还完全忽略与失吉忽秃忽地位相当的蒙古重要官员镇海的生平，并贬低木华黎的功绩。然而，艾骛德指出《蒙古秘史》存在一些重大不合理之处，失吉忽秃忽尤其不可能犯这些错误；他推测失吉忽秃忽反而是这部作品的主要史源之一。
在蒙古國，位于乌兰巴托的失吉忽秃忽大学（Шихихутуг Их Сургууль）以他命名；2023年，由蒙古雕塑家奥奇博尔德·阿育爾札納设计的他的雕像，在主校区落成。

### 引用
1. 1 2  Atwood 2004，第464頁.
2. ↑  . 國學大師.   [2024-12-12]. （原始内容存档于2025-03-19）.
3. ↑  Atwood 2004，第465, 492–493頁.
4. ↑  Ratchnevsky 1993，第75頁.
5. ↑  Atwood 2004，第389–391頁.
6. ↑  Ratchnevsky 1993，第75頁; Secret History, trans. Atwood，§ 135.
7. ↑  Ratchnevsky 1993，第76頁.
8. 1 2  Ratchnevsky 1993，第77頁.
9. ↑  Atwood 2004，第464頁; Ratchnevsky 1993，第76頁.
10. ↑  Ratchnevsky 1993，第76–77頁.
11. ↑  Atwood 2004，第386, 464頁.
12. ↑  Ratchnevsky 1991，第90頁; Atwood 2004，第393頁.
13. ↑  Ratchnevsky 1991，第95頁.
14. ↑  Ratchnevsky 1991，第95頁; Hodous 2022，第331–332頁; Secret History, trans. Atwood，§ 203.
15. ↑  Ratchnevsky 1993，第80頁; Atwood 2004，第464頁; Dunnell 2023，第30頁.
16. ↑  May 2018，第77頁; Morgan 1986，第165, 174–175頁.
17. ↑  Dunnell 2023，第30頁.
18. ↑  Atwood 2004，第620頁.
19. ↑  Atwood 2004，第464, 499頁; Ratchnevsky 1993，第80–82頁; Dunnell 2023，第36頁.
20. ↑  Ratchnevsky 1993，第82–83頁; Atwood 2004，第612頁.
21. ↑  Ratchnevsky 1991，第133頁; Ratchnevsky 1993，第83頁.
22. ↑  Ratchnevsky 1993，第83–85頁; Boyle 1963，第241頁.
23. ↑  Atwood 2004，第436頁.
24. ↑  Dunnell 2023，第46頁.
25. ↑  Barthold 1992，第443頁; Ratchnevsky 1991，第133頁.
26. ↑  Ratchnevsky 1993，第85頁.
27. ↑  Atwood 2004，第100頁.
28. ↑  Ratchnevsky 1993，第85頁; Atwood 2004，第464頁.
29. ↑  Ratchnevsky 1993，第88–89頁.
30. ↑  Atwood 2004，第78, 464頁; Ratchnevsky 1993，第86–88頁.
31. 1 2  Ratchnevsky 1993，第88頁.
32. ↑  Ratchnevsky 1993，第87頁.
33. ↑  Atwood 2004，第418頁.
34. ↑  Atwood 2004，第362頁.
35. ↑  Ratchnevsky 1993，第89–90頁.
36. ↑  Ratchnevsky 1993，第90, 93–94頁.
37. ↑  Atwood 2004，第492頁; Ratchnevsky 1993，第90–91, 93頁.
38. ↑  Secret History, trans. Atwood，第lix–lxii頁.
39. ↑  Shihihutug University introduction.

### 资料来源
- Atwood, Christopher P., , New York: Facts on File, 2004  [2 March 2022], ISBN 978-0-8160-4671-3, （原始内容存档于2023-07-19）
- , 由Atwood, Christopher翻译, London: Penguin Classics, 2023, ISBN 978-0-2411-9791-2
- Barthold, Vasily,  Third, New Delhi: Munshiram Manoharlal, 1992, ISBN 978-8-1215-0544-4
- Boyle, John Andrew, , Islamic Studies, 1963, 2 (2): 235–247  [2025-03-01], JSTOR 20832685, （原始内容存档于2022-03-10）
- Dunnell, Ruth W., , Biran, Michal; Kim, Hodong  (编), , Cambridge: Cambridge University Press: 19–106, 2023, ISBN 978-1-3163-3742-4
- Hodous, Florence, , May, Timothy; Hope, Michael  (编), , Abingdon: Routledge: 331–340, 2022, ISBN 978-1-3151-6517-2
- May, Timothy, , Edinburgh: Edinburgh University Press, 2018  [2025-03-01], ISBN 978-0-7486-4237-3, JSTOR 10.3366/j.ctv1kz4g68.11, （原始内容存档于2023-04-24）
- Morgan, David O., , Bulletin of the School of Oriental & African Studies, 1986, 49 (1): 163–176, JSTOR 617678
- Ratchnevsky, Paul, , 由Thomas Haining翻译, Oxford: Blackwell Publishing, 1991, ISBN 978-0-6311-6785-3
- Ratchnevsky, Paul, , de Rachewiltz, Igor  (编), , Wiesbaden: Harrassowitz Verlag: 75–94, 1993, ISBN 978-3-4470-3339-8
- , www.shihihutug.edu.mn,   [24 May 2024], （原始内容存档于24 May 2024）, In 2023, a statue of Shihihutug, the Ikh Zargach of Great Mongolia, was built outside the first building of Shihihutug University, adding a symbolic and historical presence to the campus. It was designed by Mongolian sculptur Ochirbold.